# Tim Uppal
Tim Uppal, né le 17 novembre 1974 à New Westminster, est un homme politique canadien, membre du Parti conservateur du Canada (PCC).

## Biographie
Il a été député à la Chambre des communes du Canada de 2008 à 2015, représentant la circonscription albertaine de Edmonton—Sherwood Park sous la bannière du Parti conservateur du Canada. Lors des élections générales de 2015, il a été défait par Amarjeet Sohi du Parti libéral du Canada dans la nouvelle circonscription d'Edmonton Mill Woods.